# کارنگوو (شهرستان ماکوف)
کارنگوو (به لهستانی:  Karniewo) یک روستا در لهستان است که در گمینا کارنگوو واقع شده‌است.